# Sant Jaume de Ransol
Sant Jaume de Ransol és una petita església d'origen preromànic, situada al nucli de Ransol, de la parròquia de Canillo.
L'església va ser ampliada l'any 1827 i se li va instal·lar el retaule. A causa de la construcció de la nova carretera i de la plaça del poble, es va haver de canviar de lloc, a uns 40 metres a ponent d'on era i va ser desmuntada l'any 1962 i muntada el 1963, sota la direcció de l'arquitecte Cèsar Martinell. Té un campanar d'espadanya, formaria part d'una de les branques del camí de Santiago. Podem veure un confessionari de data desconeguda, però sembla anterior a la de l'ampliació.
La campana dedicada a Sant Jaume, segon la inscripció: S Jacobus Ora Pro Nobis 1832, és a dir anys després de l'ampliació.
La imatge de Sant Jaume que hi ha ara a l'altar data del 1945. Al seu costat sembla que hi havia una tela amb la figura de Sant Jaume, possiblement de molt valor, per la seva antiguitat, avui en un lloc desconegut.